# تريفور جاكسون (مستكشف)
تريفور جاكسون (بالإنجليزية: Trevor Jackson)‏ هو مستكشف أسترالي، ولد في 26 نوفمبر 1965.